# Ciudad Sahagún
Der mexikanische Ort Ciudad Fray Bernardino de Sahagún (kurz: Ciudad Sahagún) liegt im Südosten Hidalgos. Er gehört zum Municipio Tepeapulco.

## Geschichte
Ciudad Sahagún entstand 1950 im Rahmen der Industrialisierungspolitik des Präsidenten Miguel Alemán Valdés. Der Bebauungsplan der Industriestadt umfasste auch Häuser für die Mitarbeiter. So siedelten sich Menschen aus verschiedenen Teilen Mexikos hier an.

## Wirtschaft und Infrastruktur
Zu den Industrien gehören die Hersteller von Schienenfahrzeugen Alstom (gegründet als Concarril) und The Greenbrier Companies und der Bushersteller Diesel Nacional. Außerdem stellt Svenska Cellulosa Aktiebolaget hier Tissue-Papier her.
Die Fernstraßen 88 und 115 erschließen die Stadt.